# Seaspiracy
Seaspiracy es un documental de 2021 sobre el impacto ambiental de la pesca dirigido y protagonizado por Ali Tabrizi, un cineasta británico.
La película muestra el impacto humano en la vida marina, como los desechos marinos de plástico, las redes fantasma y la sobrepesca. y cita un estudio de 2018 según el cual las redes de pesca constituyen el 46% de la mancha de basura del Pacífico. Seaspiracy rechaza el concepto de pesca sostenible y critica a varias organizaciones de conservación marina, como el Earth Island Institute y su etiqueta «dolphin safe» y las certificaciones «pesca sostenible» del Marine Stewardship Council. La película aboga por las reservas marinas y la eliminación del consumo de pescado. El documental también cubre la caza de delfines de Taiji, la caza de ballenas en las Islas Feroe y la esclavitud dentro de la industria pesquera en Tailandia.